# 114
114 (сто и четиринадесета) година по юлианския календар е невисокосна година, започваща в неделя. Това е 114-а година от новата ера, 114-а година от първото хилядолетие, 14-а година от 2 век, 4-та година от 2-рото десетилетие на 2 век, 5-а година от 110-те години. В Рим е наричана Година на консулството на Хаста и Вописк (или по-рядко – 867 Ab urbe condita, „867-а година от основаването на града“).

## Събития
- Консули в Рим са Квинт Ниний Хаста и Публий Вописк Вицинилиан.